# CKII-FM
CKII-FM était une station de radio canadienne à vocation autochtone, qui diffuse à partir de Dolbeau-Mistassini. La station communautaire d'une puissance de 250 watts, diffuse ses émissions partout dans la MRC Maria-Chapdelaine sur la fréquence 101,3 MHz.
La station, propriété de l'Alliance Laurentienne des métis et indiens sans statut est entrée en ondes le 17 septembre 2003. Elle diffuse un contenu entièrement autochtone en soirée, de 18 h à minuit. Chaque jour elle produit des émissions à saveur locale à travers le Lac Saint-Jean. Depuis août 2011, la station ne diffuse plus et négocie une entente de diffusion avec la Télévision locale Dolbeau-Mistassini.